# Sarcophaga monspellensia
Sarcophaga monspellensia är en tvåvingeart som beskrevs av Bottcher 1913. Sarcophaga monspellensia ingår i släktet Sarcophaga och familjen köttflugor.
Artens utbredningsområde är Frankrike. Inga underarter finns listade i Catalogue of Life.